# Olaf Breuning

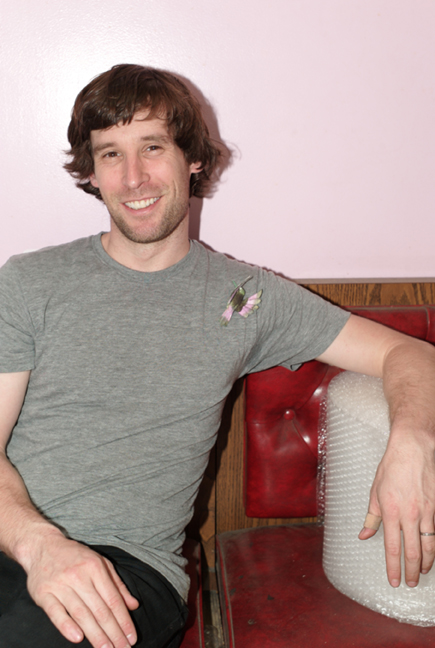
Olaf Breuning

Olaf Breuning (* 16. Februar 1970 in Schaffhausen) ist ein Schweizer Multimediakünstler.

## Biografie
Olaf Breuning wurde 1970 in Schaffhausen geboren. Im Jahr 1993 vollendete er seine Ausbildung als Fotograf in Winterthur und besuchte zwischen 1992 und 1995 eine Weiterbildungsklasse für Fotografie. Seit 1995 verfolgte er ein Nachdiplomstudium an der Höheren Schule für Gestaltung in Zürich. 2001 zog er von Zürich nach New York um, wo er zurzeit lebt und arbeitet.

## Werk
Olaf Breuning ist ein Multimediakünstler, der sich mit Installation, Fotografie, Video, Skulptur, Zeichnung und Performance beschäftigt hat. 2012 stellte er bei Art Basel aus, und 2016 wurde ihm eine Retrospektive in Düsseldorf gewidmet.

## Einzelausstellungen (Auswahl)
- 2013: Home 3 Screening, The Modern Institute Oxford, Oxford
- 2013: Home 3 Screening, ICA,  London
- 2013: Home 1/2/3, Metro Pictures, New York
- 2012: Home 3 Screening, Swiss Institute, New York
- 2012: Home 2, IMA Institute of Modern Art, Brisbane, AU
- 2012: Human / Nature, Box, Pippy Houldsword Gallery, London
- 2011: Art Freaks, Metro Pictures, New York
- 2011: Art Freaks Palais de Tokyo, Paris
- 2010: Centre d’Art Contemporain, La Chapelle du Geneteil, FR
- 2010: Yes? No?, Kunstmuseum Luzern, Luzern
- 2009: Small Brain, Big Stomach, Metro Pictures, New York
- 2009: Michael Benevento, Los Angeles
- 2009: Kodama Gallery, Kyoto/Tokio
- 2008: Metro Pictures, New York
- 2008: Art Projects for Miami Basel, Miami Beach
- 2007: Galerie Nicola von Senger, Zürich
- 2007: Bunkier Sztuki, Kraków
- 2007: Kodama Gallery, Tokio
- 2007: Australian Centre for Photography, Sydney
- 2006: Wolfsberg, Wolfsberg, CH
- 2006: Vidéokiosque, Centre d’Art Contemporain, Paris
- 2006: IMA, Brisbane, AU
- 2005: Metro Pictures, New York
- 2005: Galerie Air de Paris, Paris
- 2004: Nils Staerk Contemporary Art, Kopenhagen
- 2004: Kodama Gallery, Tokio
- 2004: The New Stedelijk Museum CS / Auditorium, Amsterdam
- 2003: Museo Garillo Gil, Mexiko-Stadt, MX
- 2003: Under the Bridge, Musée d’Art Moderne et Contemporain de Strasbourg, Straßburg
- 2002: Swiss Institute, Hello Darkness, New York
- 2002: Ars Futura Galerie, Zürich
- 2001: Metro Pictures, New York
- 2001: Galerie Meyer & Kainer, Wien
- 2000: Ugly Yelp, Ars Futura Galerie, Zürich
- 2000: Air de Paris, Paris
- 1999: Woodworld, Centre d’art contemporain Genève, Genf
- 1998: Woodworld, Kunsthaus Glarus, Glarus
- 1998: Schlund/Chris Croft, Kunsthalle St. Gallen